# Ferula hindukushensis
Ferula hindukushensis là một loài thực vật có hoa trong họ Hoa tán. Loài này được Kitam. mô tả khoa học đầu tiên năm 1963.